# Helena Pilejczyk
Helena Pilejczyk, née le 1er avril 1931 à Zieluń et morte le 12 novembre 2023 à Elbląg, est une patineuse de vitesse polonaise.
Aux Jeux olympiques d'hiver de 1960 à Squaw Valley, elle obtient la médaille de bronze sur 1 500 m, derrière sa compatriote Elwira Seroczyńska. La Polonaise participe aussi aux Jeux d'hiver de 1964.